# القرن السابع الميلادي في لبنان
تسرد هذه المقالة الأحداث التاريخية التي وقعت بين 601-700 في لبنان المعاصر أو تلك المتعلقة بأهله.

## الحكم

### الحملة اليهودية على صور
أطلق اليهود حملة على صور في عهد هرقل وفق سعيد بن البطريق.: 39–40 حيث اتحدت طوائف من يهود القدس وطبريا والجليل ودمشق وحتى قبرص وقاموا بغزو صور، بعد أن دعاهم السكان اليهود في تلك المدينة البالغ عددهم 4000 نسمة لمباغتة المسيحيين وذبحهم ليلة عيد الفصح. ويقال إن الجيش اليهودي كان يتألف من 20 ألف رجل. لكن الحملة باءت بالفشل، فعندما علم مسيحيو صور بالخطر الوشيك، احتجزوا 4000 يهودي صور كرهائن. ودمر الغزاة اليهود الكنائس المحيطة بصور، وهو العمل الذي انتقم منه المسيحيون بقتل ألفين من أسراهم اليهود. لذلك انسحب المحاصرون من أجل إنقاذ السجناء الباقين، بعد أن تعرضوا للإهانة وهم يشاهدون رؤوس الأسرى اليهود وهي تُلقى من فوق الأسوار.: 37

## الحرب البيزنطية الساسانية وتداعياتها

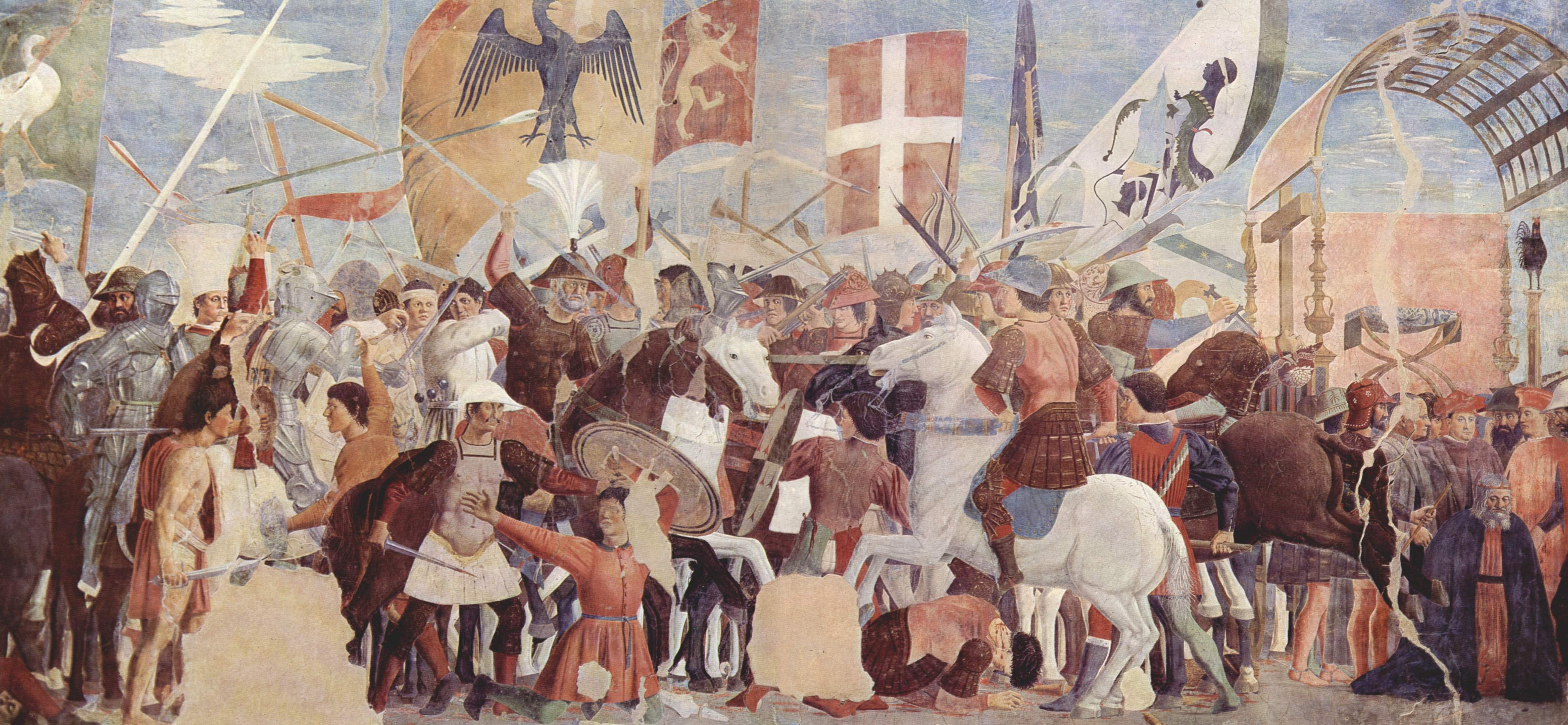
لوحة تصور الحرب البيزنطية الساسانية الأخيرة.

احتل الفرس الساسانيون ما يعرف بلبنان حالياً من 619 إلى 629 خلال حروب الروم والفرس المتعاقبة والتي ظلت لعدة قرون. وبعد فترة طويلة من انتصار البيزنطيين في الحرب واستعادتهم المنطقة، خسروها مجدداً، هذه المرة للأبد، أمام الفتوحات الإسلامية؛ فقد غزا العرب المسلمون سوريا بحلول أربعينيات القرن السادس، بعد وقت قصير من وفاة النبي محمد، ووضعوا نظاماً جديداً للحكم لإحلال محل الرومان. تمسّكت الطائفة المارونية بدينها، واستطاعت تحقيق قدر كبير من الاستقلال الذاتي رغم تعاقب حكام بلاد الشام.

## الحكم الإسلامي
ارتبط فتح لبنان في الفتوحات العربية والإسلامية بفتح بلاد الشام برمتها، أو ما يعرف بالشام، كونها جزءاً لا يتجزأ منها، وسرعان ما انتزعها العرب المسلمون من الإمبراطورية البيزنطية في عهد الخليفة عمر بن الخطاب الذي أمر بتقسيم بلاد الشام عند فتحها إلى أربعة أجناد، منها جند دمشق التي ضمت جبل لبنان وما يقابلها من سهول ساحلية غربية وسهول داخلية شرقية. كان يزيد بن أبي سفيان على طليعة الجيش الإسلامي المتجه إلى لبنان مع معاوية، أخيه غير الشقيق. وسار إلى صيدا وبيروت وجبيل، بينما دخل خالد بن الوليد منطقة البقاع، ليصل إلى بعلبك. صالح المسلمون سكان لبنان، وكان جلهم خليطاً من مسيحيي الشرق الأوسط (عرب الأنباط والغساسنة والسريان الموارنة). بالإضافة إلى المردة أو الجراجمة، وكلهم أصبحوا حلفاء للمسلمين في مواجهة الروم البيزنطيين.
أما طرابلس فقد فتحت للمرة الأولى ضمن فتح منفصل على يد القائد يوقنا سنة 18هـ (639/640م)، ثم أعادت الإمبراطورية البيزنطية احتلال بعض سواحلها في نهاية خلافة عمر بن الخطاب أو بداية خلافة عثمان بن عفان. ولما ولي عثمان معاوية على الشام، أرسل معاوية سفيان بن مجيب الأزدي إلى طرابلس لاستعادتها، وكانت ثلاث مدن مجتمعة، فبنى في مرج على أميال منها حصناً يسمى «حصن سفيان»، وكان يبيت كل ليلة في حصنه ويحصن المسلمين فيه ثم يغدو على العدو. فحاصر طرابلس وقطع الإمداد عن أهلها بحراً وبراً. ويضيف ابن عساكر في «تاريخ دمشق» تفاصيل تؤكد الواقعة، نقلها بإسناده عن أبي مطيع معاوية بن يحيى الطرابلسي (المتوفى بعد 170هـ، 786/787م) عن شيخ من طرابلس أن سفيان بن مجيب عسكر بجيشه العظيم في مرج السلسلة (بداوي [الإنجليزية]) وهي على بعد خمسة أميال من طرابلس. وعند بداية جبل تربل كان يسير إلى طرابلس لمحاصرتها ثم يعود إلى معسكره في بداوي، واستمر على ذلك أشهر حتى كتب إليه معاوية يأمره أن يبني له ولأصحابه حصناً يؤويه ليلاً ويحاصرهم نهاراً. ونتيجة لذلك، بنى سفيان حصناً على بعد ميلين من طرابلس، سُمى «حصن سفيان».
وانطلاقاً من هذا النص التاريخي لأبي المطيع الطرابلسي يقول المؤرخ عمر تدمري إن حصن سفيان يقع في مكان قلعة طرابلس المعروفة حالياً. يبعد الحصن عن طرابلس القديمة (الميناء) ميلين أي 3200 م. ولما اشتد الحصار عليهم اجتمعوا في أحد حصون المدينة وكتبوا إلى ملك الروم قسطنطين الثاني يطلبون منه إمدادهم أو إرسال مراكب ليفروا بها. وبعد ذلك أرسل إليهم الإمبراطور مراكب عدة، فركبوها ليلاً ولاذوا بالفرار. فلما علم سفيان وجد الحصن الذي هم فيه خالياً، فدخله، وكتب إلى معاوية خبر الفتح. ثم أعاد عبد الملك بناء طرابلس بعد ذلك وحصنها (في الميناء الحديث).
لكن مع نزوح القبائل العربية الإسلامية إلى المناطق الساحلية والمناطق الحدودية في إطار الفتح، بدأ مسيحيو لبنان بالتجمع في المناطق الجبلية المحصنة على طول الساحل. وبعد ذلك، كانوا من وقت لآخر يتواصلون مع الروم الذين يتخذون منهم رأس حربة لمهاجمة المسلمين منذ أيام الخليفة الأموي معاوية بن أبي سفيان، مستغلين انشغاله بالأحداث التي صاحبت خلافه مع علي بن أبي طالب. وصل التمرد المسيحي المناهض للإسلام إلى ذروته في عهد عبد الملك بن مروان خلال الأحداث التي بلغت ذروتها في الحجاز والعراق على خلفية الثورة التي قادها عبد الله بن الزبير، فاضطر عبد الملك إلى التوقف عن مقاومة المردة وكان عليه أن يدفع جزية لقادتهم بالدنانير.

## المدن والبلدات اللبنانية
كانت البلدات والمدن الرئيسية الأخرى في جند دمشق هي بيروت وصيدا وصور (التي ذهبت عائدات الضرائب منها إلى جند الأردن) وطرابلس وجبيل على طول الساحل. شكلت المدن الساحلية ومحيطها المباشر مناطق صغيرة خاصة بها.
أما عن النظام الإداري الذي أقرته الخلافة لمدينة طرابلس فقد اعتمد الأمويون نظاماً إدارياً للمدن اللبنانية ينص على وجود والي لكل مدينة، وكان هؤلاء الولاة تابعين مباشرة للخليفة في دمشق. إلا أن المدن الساحلية مثل طرابلس وبيروت وصور تمتعت بوجود عامل المدينة وأمير البحر.

## الأحداث

### عقد 600

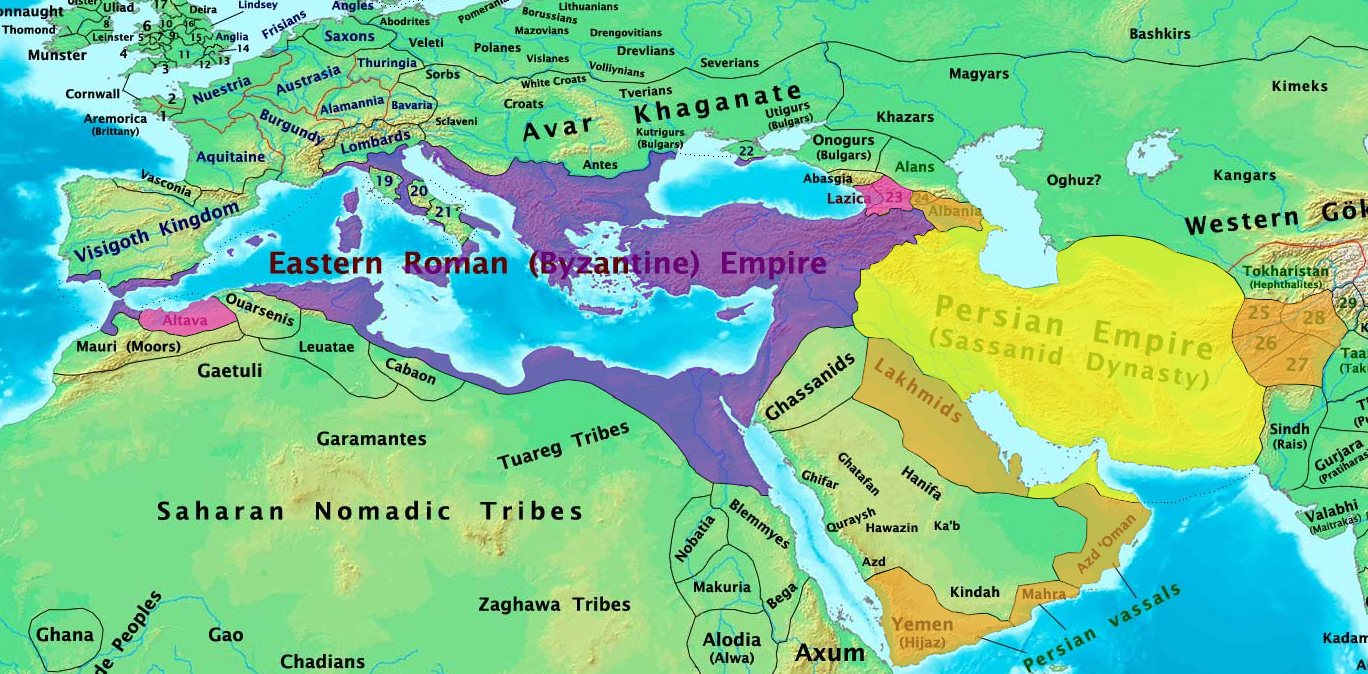
خريطة الإمبراطوريتين البيزنطية والساسانية في 600م.

- اندلاع الحرب البيزنطية الساسانية في 602م.[21]
- وفاة الجنرال جيرمانوس [الإنجليزية]، دوكس فينيقيا اللبنانية، في 604م.[21]
- استشهاد بطريرك أنطاكية أنسطاسيوس الثاني [الإنجليزية] سنة 609، ليترك الموارنة بلا زعامة. بدأت القسطنطينية في تعيين سلسلة من البطاركة الفخريين مع استمرار الحرب البيزنطية الساسانية والاضطرابات العامة في المنطقة؛ مما أدى إلى تعيين أول بطريرك ماروني.[22][23]

### عقد 610
- ثورة يهود صور ضد هرقل في 610م.[24]
- بداية الاحتلال الساساني للبنان في 619م.

### عقد 620
- مولد يوحنا مارون سنة 628م، في السرمانية أو سرمين، سوريا الحالية.[25]
- انتهاء الحروب البيزنطية الساسانية في 628م.[26]
- زيارة الإمبراطور هرقل شخصياً لدير مارون سنة 628، قبل إعلانه المونوثيليتية..[27]
- نهاية الاحتلال الساساني للبنان في 629م.

### عقد 630

تخطيط لاسم الخليفة أبو بكر الصديق

- قدم الخليفة أبو بكر الإسلام إلى المنطقة المحيطة بلبنان، من 632 إلى 634 م.[28]
- بعلبك ترسل ألفي جندي لدعم حوارين عندما هاجمها خالد بن الوليد سنة 13هـ/634م.[29]
- أبو عبيدة يرسل مفرزة صغيرة بعد فترة وجيزة من تعيينه قائداً عاماً للجيش الإسلامي في 634م، للإغارة على السوق السنوي الذي أقيم في أبو القدس، أبلح المعاصرة، بالقرب من زحلة على بعد 50 كم (31 ميلاً)، شرق بيروت.[30]
- العرب يسيطرون على بيروت في 635 م.[31]
- خالد يتجه نحو بعلبك عبر طريق الزبداني. وفي الوقت نفسه يبعث هرقل إلى جيش بعلبك يأمره بالزحف إلى بيسان لمساندة البيزنطيين هناك. وعندما اقترب خالد من أطراف بعلبك علم بخروج جيش الروم من المدينة، فأخذ معه الغنم والأبقار التي وجدها في طريقه وعاد إلى أبي عبيدة المتمركز أمام أسوار دمشق. لم يدخل خالد بعلبك أو يحاصرها. وذلك في شهر ذي القعدة سنة 13هـ، يناير سنة 635م.[32]
- بعد انقضاء معركة اليرموك، عين الخليفة عمر معاوية بن أبي سفيان، مؤسس الدولة الأموية، حاكماً على جند دمشق، وهي المنطقة التي كانت تشمل لبنان في ذلك الوقت، 636م.
- فتح الخلفاء الراشدون طرابلس أخيراً في 639م.

### عقد 640
- شن معاوية بن أبي سفيان، والي الراشدين، غزواته البحرية على قبرص من صور في أواخر أربعينيات القرن السادس.[33]

### عقد 650
- مولد سيسينيوس، البابا الكاثوليكي المستقبلي، في صور (لبنان حالياً)، حوالي 650.[34][35]
- قدوم أساقفة اليعاقبة – ثيودوريطس وسابوخت – إلى دمشق وأجريا مناظرة في الإيمان مع الموارنة بحضور معاوية في يونيو 659.[36]

### عقد 660
- وصول شبيب بن عامر، والي الجزيرة الفراتية الموالي لعلي، إلى بعلبك وشن غاراته على الأُمويين سنة 39هـ - 660م.
- تصالح الحسن ومعاوية في 661م، مما أدى إلى انتشار المذهب الشيعي بين شرائح السكان المحليين الذين يعيشون في جبل عامل ووادي البقاع وصور وطرابلس،[37]
- الانتهاء من السجل الماروني، وهو سجل تاريخي لكاتب مجهول بالسريانية، بعد وقت قصير من 664.[38]
- مولد قسطنطين، البابا المستقبلي للروم الكاثوليك، في مدينة صور، لبنان، في 664م.[39]
- تعريف المعتقد الماروني سنة 667م على أنه وجود طبيعتين في المسيح، لهما إرادة واحدة لتجتمع الطبيعتان في أقنوم واحد.[27]
- اتفاق بين معاوية وقسطنطين الرابع، الإمبراطور البيزنطي، يقضي بالموافقة على دفع جزية سنوية لقسطنطين مقابل وقف مذابح المردة وغارات السكان المسلمين في 667م.[40]

### عقد 670
- وفاة سفيان بن مجيب الأزدي، من صحابة النبي، في بعلبك سنة 670 م/50 هـ.
- تطوير النار الإغريقية الصحيحة في حوالي 672 وينسبها المؤرخ ثيوفان المعترف إلى كالينكوس [الإنجليزية]، وهو مهندس معماري من هليوبوليس (بعلبك) في مقاطعة فينيقيا السابقة، التي اجتاحتها الفتوحات الإسلامية في ذلك الوقت.[40]
- يقول ثيوفان المعترف: «في هذه السنة [676 أو 677م]، توغل المردة في نطاق لبنان واستولوا على الجبل الأسود حتى المدينة المقدسة واستولوا على جبال لبنان. وفر العديد من العبيد والأسرى والسكان الأصليين إلى منازلهم، بحيث أصبح عددهم عدة آلاف في وقت قصير. ولما سمع معاوية ومستشاروه بذلك، جزعوا بشدة..»[41]

### عقد 680

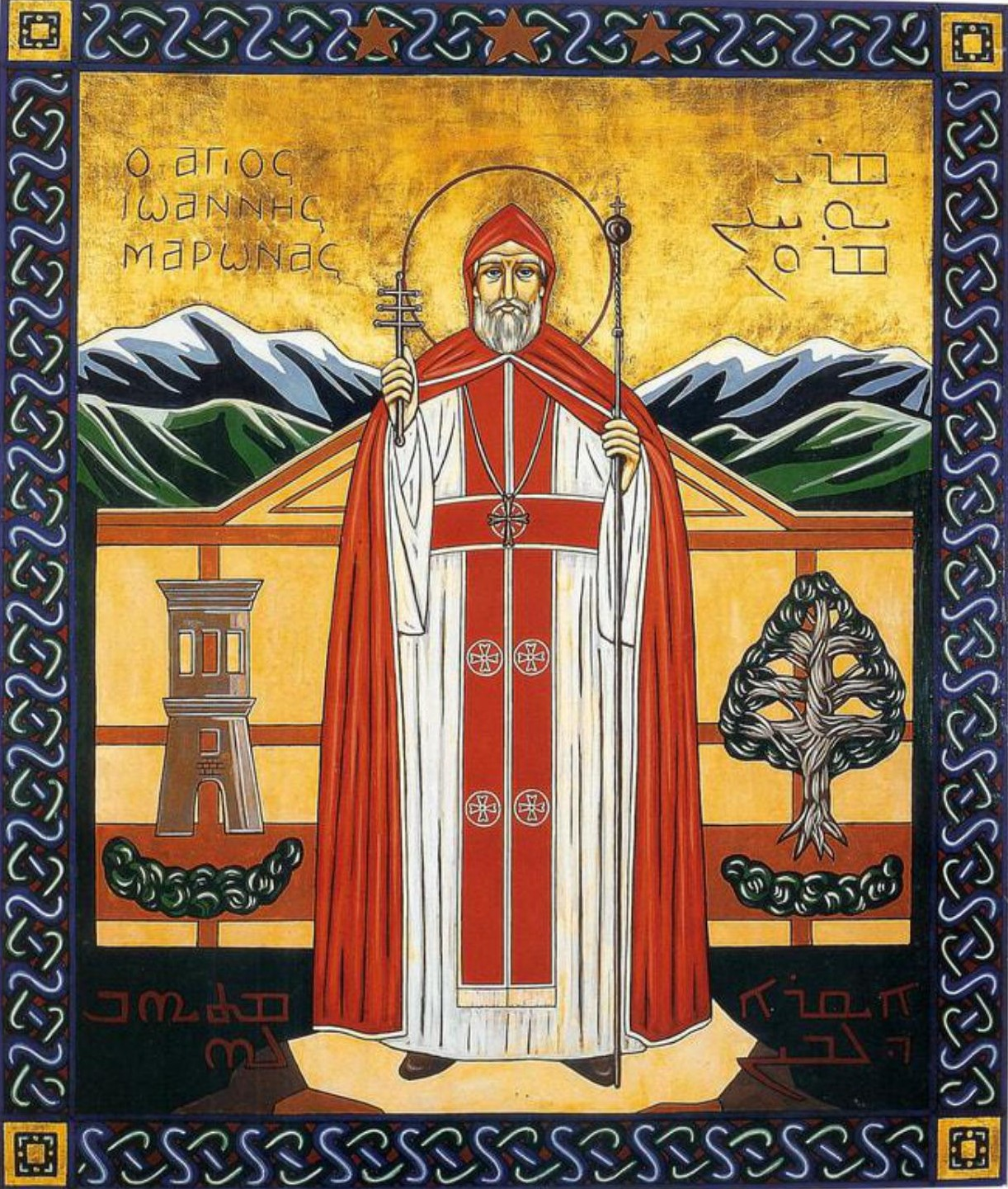
أيقونة ليوحنا مارون

- انتخاب يوحنا مارون أول بطريرك ماروني على أنطاكية وسائر المشرق سنة 685 بموافقة البابا سرجيوس الأول.[22]
- قاد الإمبراطور البيزنطي قسطنطين الرابع جيشه إلى مفسوسطيا في قيليقية في 685، واستعد لعبور الحدود إلى سوريا، حيث كان المردة، وهم مجموعة مسيحية أصلية، قد تسببوا بالفعل في مصائب جمة. لذا أبرم عبد الملك بن مروان نظراً لتقلقل مركزه، معاهدة يدفع بموجبها جزية قدرها 1000 قطعة ذهبية وحصاناً وعبداً عن كل يوم من أيام السنة.[42]
- أرسل الإمبراطور البيزنطي جستنيان الثاني، كجزء من الاتفاقيات مع عبد الملك بن مروان، 12000 مسيحي ماروني من لبنان إلى أرمينيا في 687.[43]
- أرسل الإمبراطور جستنيان الثاني المردة مرة أخرى للإغارة على سوريا في 689/688؛ هذه المرة انضم إليهم الفلاحون والعبيد المحليون وتمكنوا من الوصول لغاية لبنان.[44]

### عقد 690
- انفصل الموارنة عن الملكانيين الموالين للبيزنطيين، وعقدوا مجمع ترولو [الإنجليزية] (692م).[45]
- أرسل جستنيان قواته ضد الموارنة، في 694، في محاولة فاشلة للقبض على بطريركهم خلال معركة أميون.[46]
- تحسنت العلاقات البيزنطية المارونية خلال عهد الإمبراطور البيزنطي تيبيريوس، وبحسب الدويهي، انضم الموارنة بقيادة سمعان، أمير الجبل، إلى القوات البيزنطية لهزيمة العرب في 699. ويقول الدويهي: «كعربون امتنان، أرسل الإمبراطور البيزنطي إلى البطريرك يوحنا مارون زهرة ملكيّة مع رسالة أثنى فيها على قداسته وأتباعه الشجعان».[47]

## صحابة زاروا لبنان

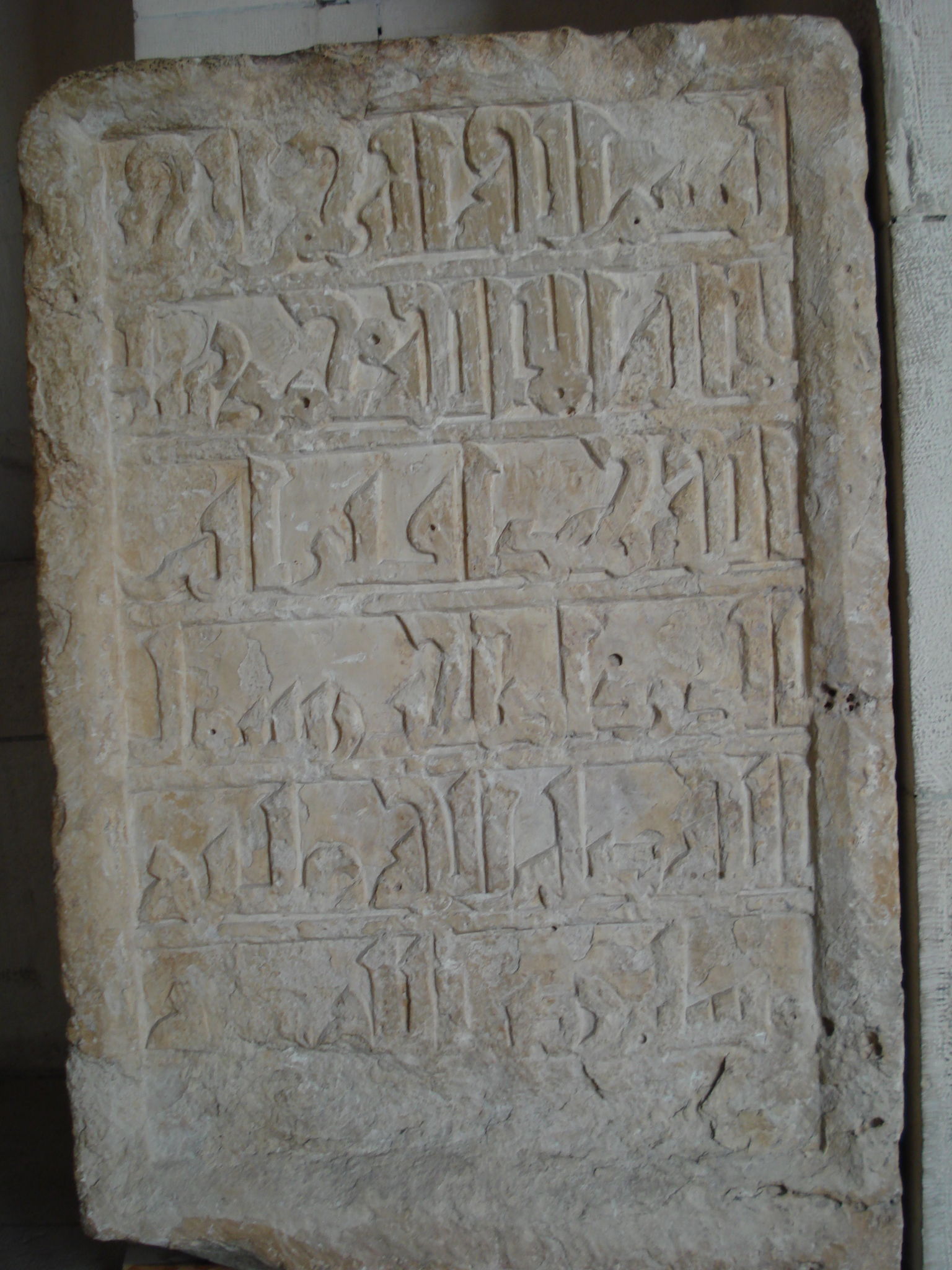
شاهد قبر أبي الدرداء

- أبو الدرداء (فتح قبرص سنة 28هـ (648/649م)، وأقام في مرج السلسلة (في شمال لبنان) وبيروت بعد فتحها بقليل.

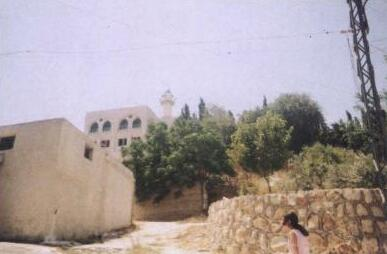
مسجد منسوب لأبي ذر الغفاري في ميس الجبل جنوب لبنان

- أبو ذر الغفاري (فتح مرج السلسلة وقبرص وربما الصرفند، أقام ابنه في بيروت).
- أبو زيد بن ورقة بن عامر الزبيدي (وطأت قدمه بعلبك وشارك في حصار حربيس في القرية).
- أبو سبرة بن أبي رهم القرشي (فتح دير أبي العدس، مرج السلسلة).

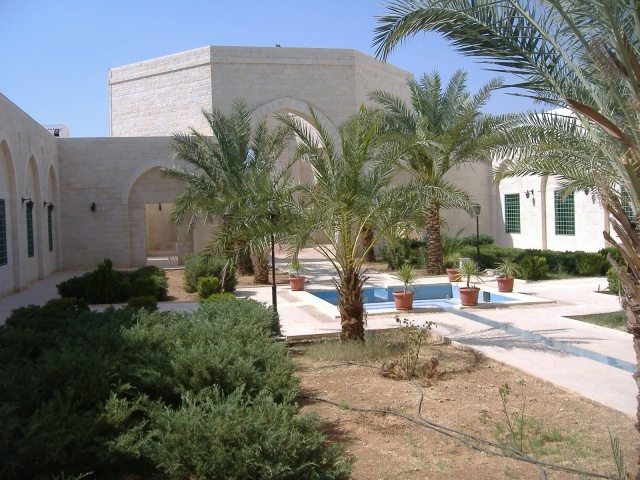
ضريح أبي عبيدة بن الجراح في دير علا، الأردن

- أبو عبيدة بن الجراح (فتح عدة مناطق من الشام مثل بعلبك واللبوه ووطأت قدمه مرج السلسلة).
- أبو هريرة (في مرج السلسلة).
- الحجاج بن عبد الله الثمالي (ذُكر عند سفيان بن مجيب الأزدي، وذكره أهل لبنان).[48]
- السائب بن يزيد (فتح مرج السلسلة).
- الضحاك بن قيس بن خالد (شاركه أبو بكر في فتوحات الشام مع يزيد بن أبي سفيان).
- أنس بن مالك، آخر من مات من أصحاب النبي (أقام في مرج السلسلة).
- بسر بن أرطاة (شارك في معركة ذات الصواري، غزا البحر مراراً).
- ثعلبة بن عبيد (زوج الصعبة أخت معاذ بن جبل،[49] بعلبك).
- حابس بن سعد الطائي اليماني (بعلبك).
- حبيب بن مسلمة الفهري (بعلبك).

- خالد بن الوليد (البقاع وبعلبك ومرج السلسلة وطرابلس ووادي خالد).
- رافع بن أبي رافع الطائي، ويقال: هو ابن عميرة.
- ربيعة بن عامر بن بجاد (شارك في فتح بعلبك).
- سعيد بن زيد (أحد العشرة المبشرين بالجنة) (شارك في غزوة بعلبك ودمشق).
- سعيد بن عامر الجمحي (شارك في فتح بعلبك).
- سفيان بن مجيب الأزدي (الفاتح الثاني لطرابلس ومؤسس قلعتها وحاكم بعلبك).
- سلمان الفارسي (أقام في بيروت).
- سهل بن سعد الساعدي (شارك في غزوة مرج السلسلة).
- شرحبيل بن حسنة (فاتح صور، أقام في طرابلس، ودفن في صيدا).
- صفوان بن المعطل (شارك في فتح بعلبك).
- ضرار بن الأزور الأسدي (فتح بعلبك ومرج السلسلة).
- عامر بن ربيعة (فتح مرج السلسلة).
- عبادة بن الصامت.
- عبد الرحمن بن أبي بكر الصديق (بعلبك).
- عبد الرحمن بن عديس البلوي (قتل قرب بعلبك).
- عبد الله بن أبي أوفى (فتح مرج السلسلة).
- عبد الله بن أنيس (فتح مرج السلسلة).
- عبد الله بن بسر المازني (فتح مرج السلسلة).
- عبد الله بن ثعلبة بن صعير (فتح مرج السلسلة).
- عبد الله بن جعفر الطيار (فتح مرج السلسلة والبدوي).
- عبد الله بن قرط الثمالي الأزدي (بعلبك).
- عبد الله بن مسعود (أقام في مرج السلسلة 3 أيام).
- عتبة بن عبد أو أبو الوليد السلمي (فتح مرج السلسلة).
- عطاء بن عمر الخثعمي؛ مستشار عسكري (بعلبك).
- عمر بن الخطاب (قدم إلى الشام سنة 17هـ/638م).
- عمرو بن معديكرب (بعلبك).
- فضالة بن عبيد الأنصاري (فتح قبرص بحراً واستولى على منطقة دمشق).
- قنان بن دارم العبسي (البقاع الغربي، بعلبك، وحاصر حربيس في القرية).
- معاذ بن جبل (كان في طليعة حصار بعلبك).
- معاوية بن أبي سفيان (سجل القرآن كتابة) (غزا بيروت والمدن الساحلية وقبرص وعدة جزر).
- معمر بن رئاب (شهد على صلح بعلبك).
- ملحان بن زياد الطائي (البقاع الغربي وحصار بعلبك).
- ميسرة بن مسروق العبسي (بعلبك).
- واثلة بن الأسقع (من أهل الصفة) (فتح مرج السلسلة).
- وحشي بن حرب (بعلبك).
- ياسر بن عمار بن سلامة (صور).
- يزيد بن أبي سفيان (أخو معاوية، فتح بعلبك وبيروت وجبيل وصيدا وصور).[50]

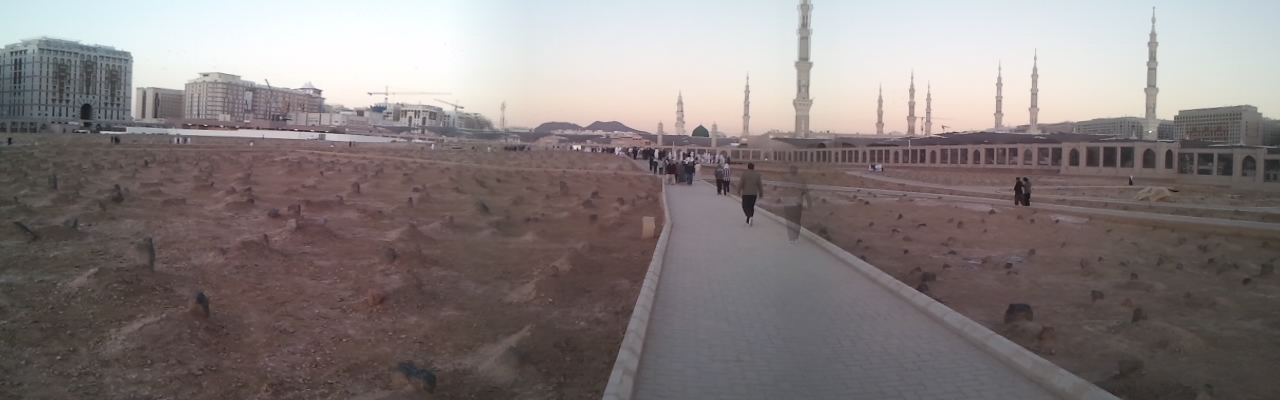
مقبرة البقيع، حيث دُفن أبا هريرة
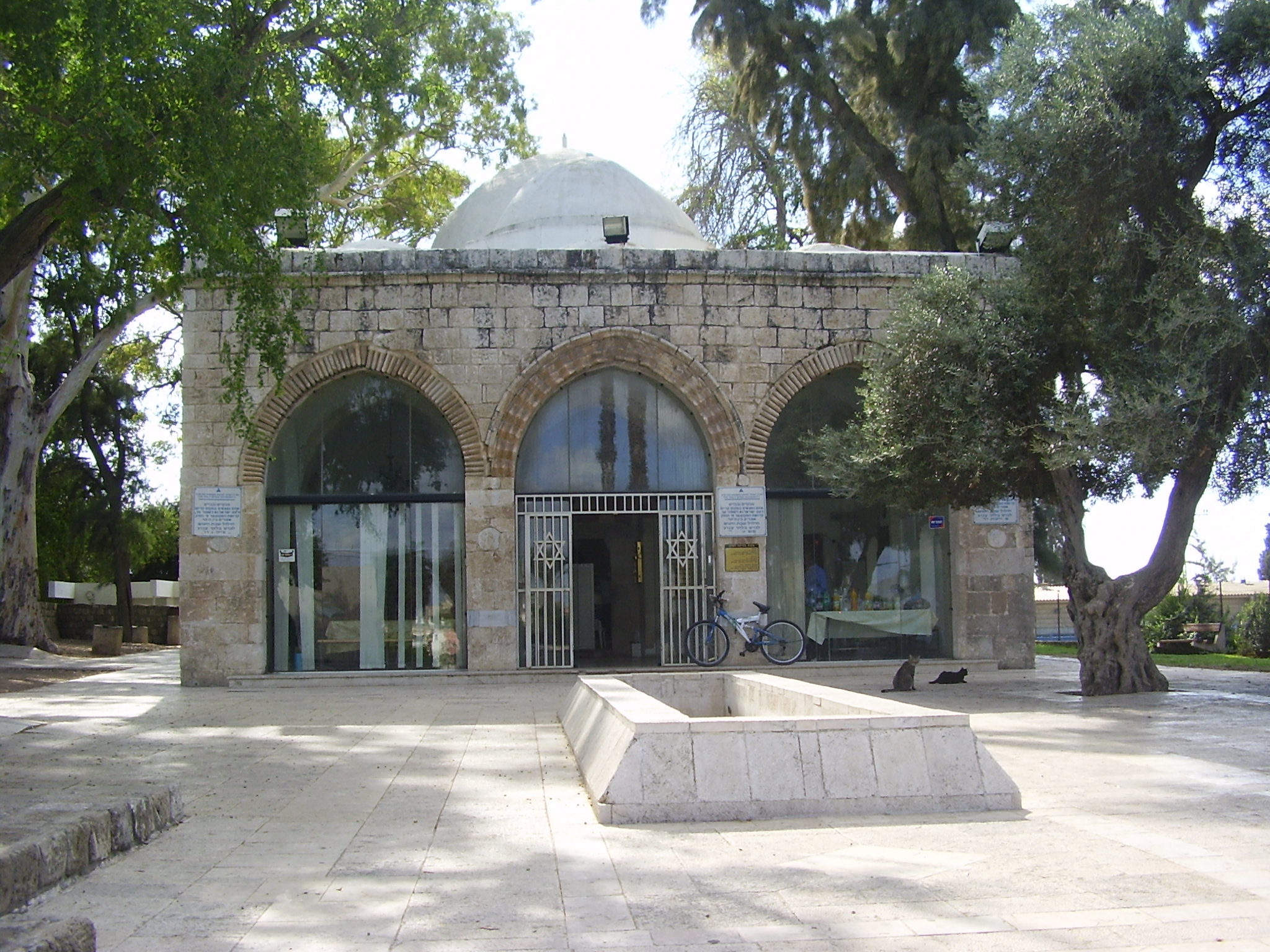
ضريح أبي هريرة في 2010
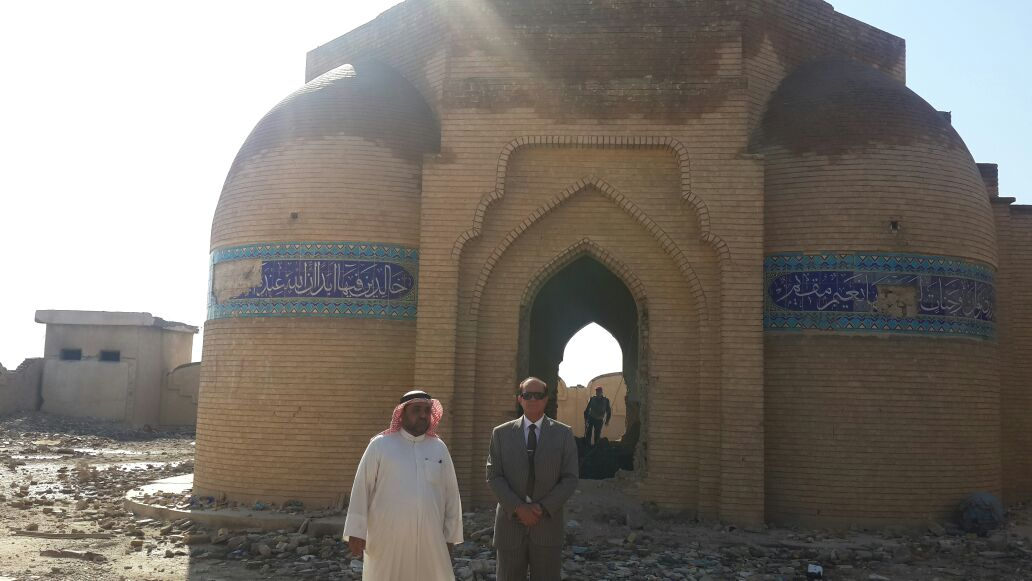
مرقد أنس بن مالك
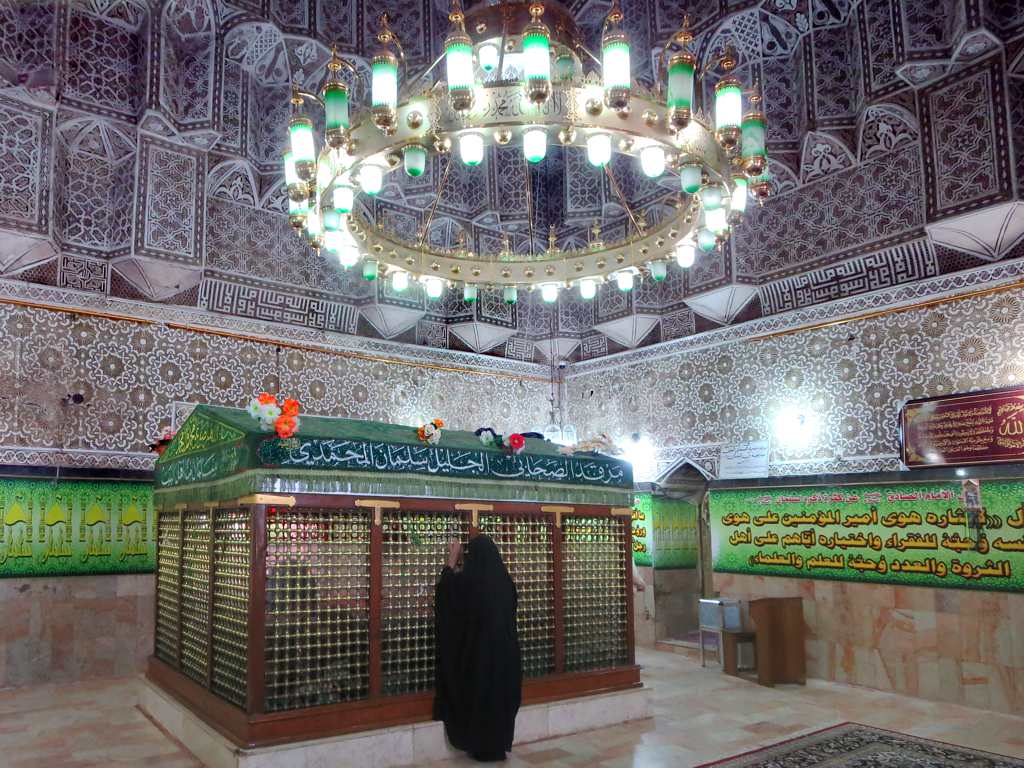
مرقد سلمان الفارسي
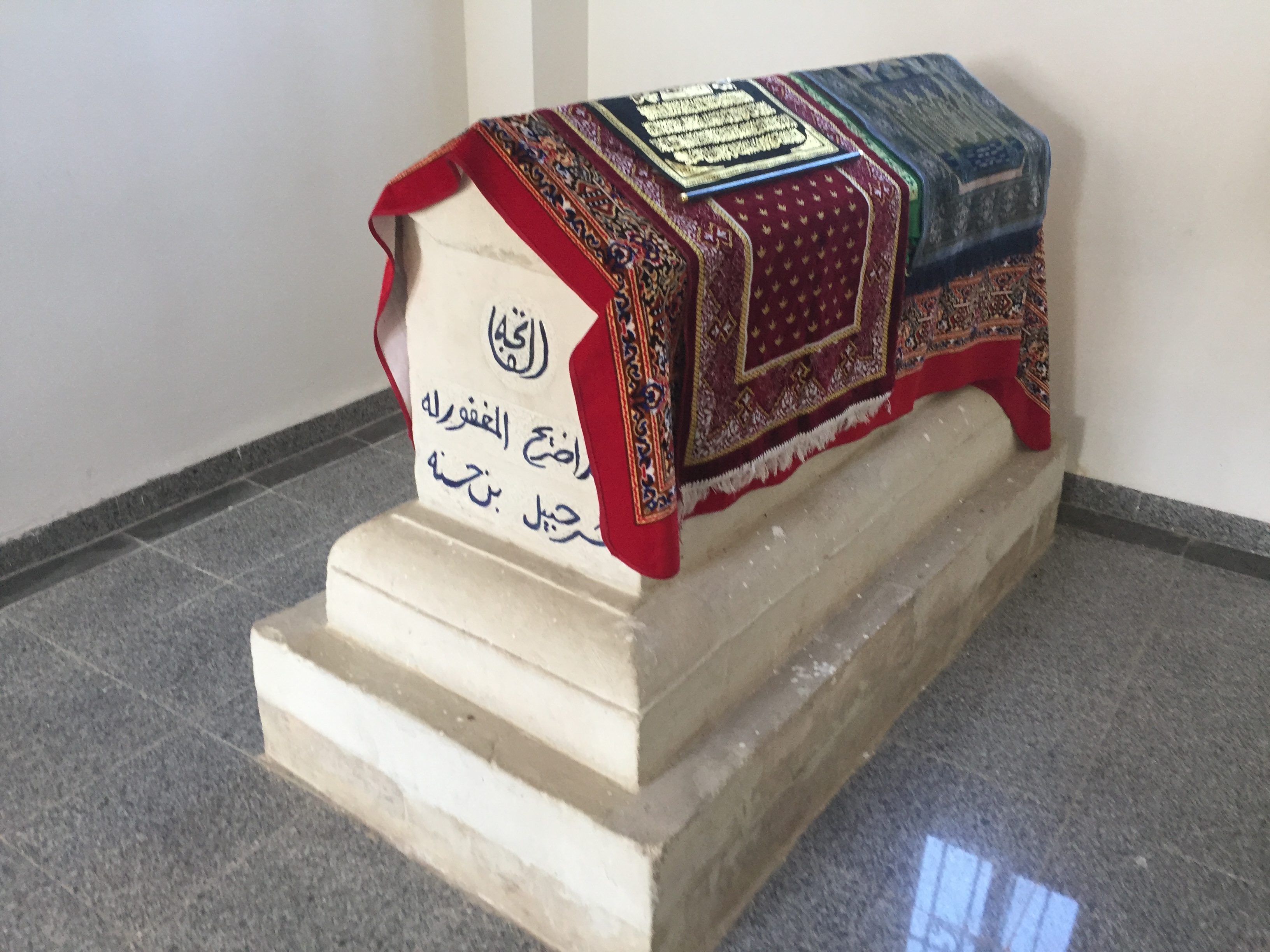
ضريح شرحبيل بن حسنة، الأردن
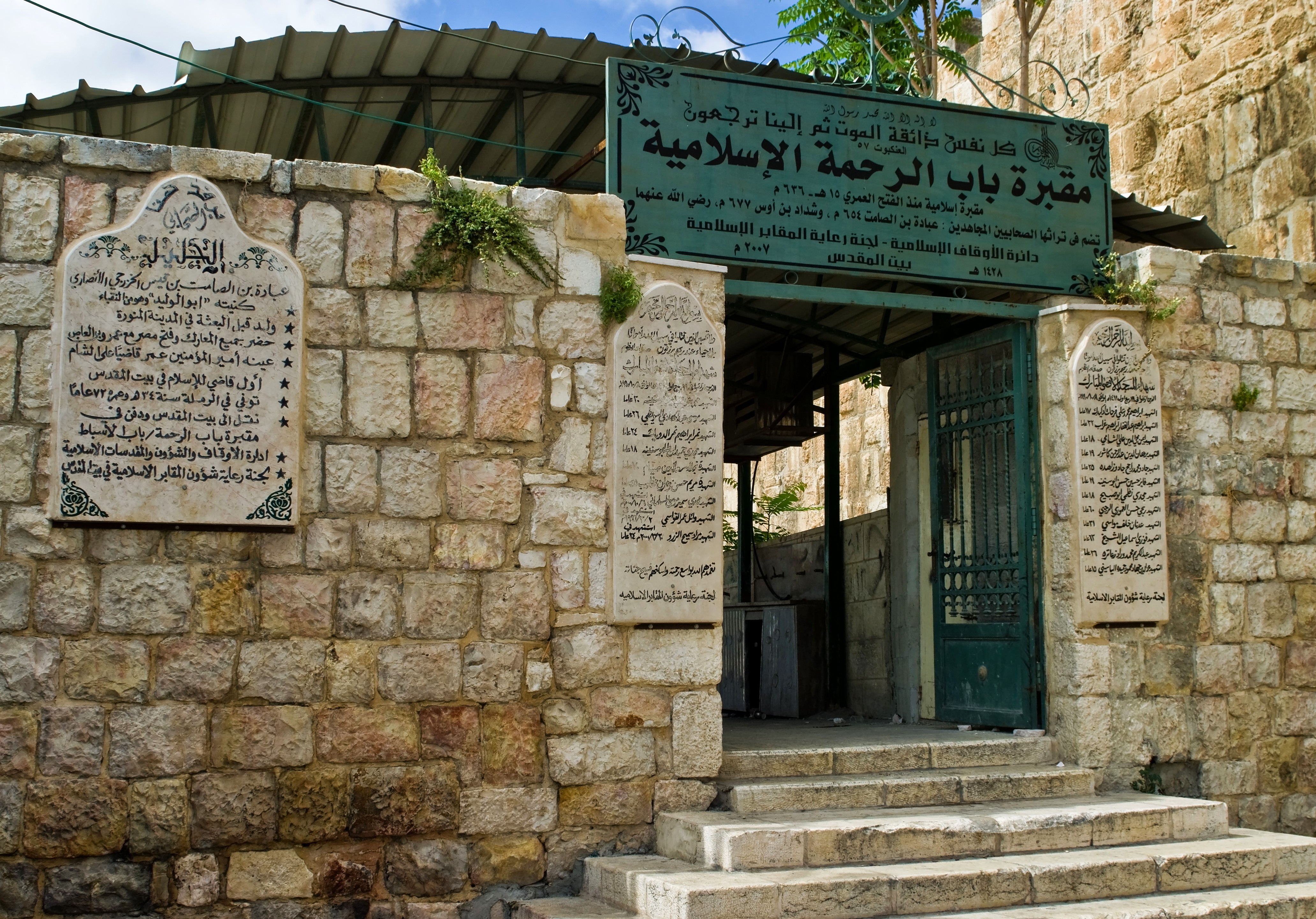
موضع رفات الصحابي عبادة بن الصامت، مقبرة باب الأسباط، محافظة القدس
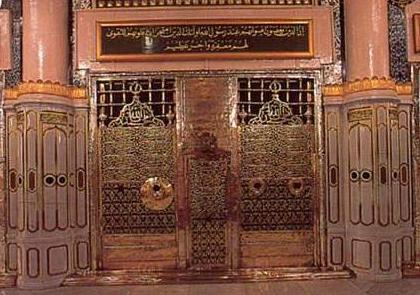
الحجرة النبوية حيث دٌفن الخليفة عمر، في القبة الخضراء في المسجد النبوي، المدينة المنورة. تطل أول نافذة على قبره.
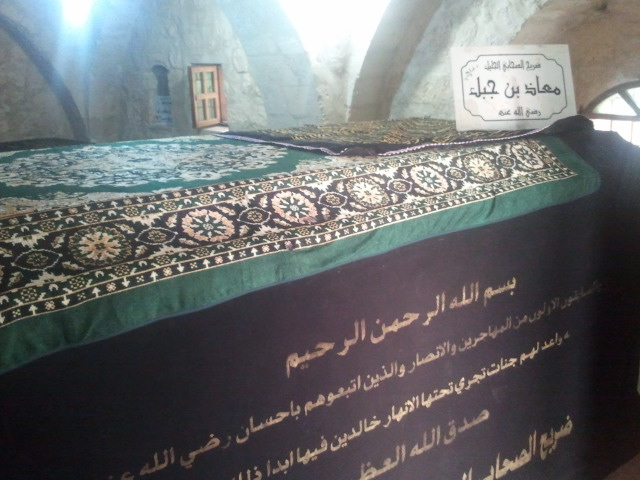
ضريح معاذ بن جبل في الأردن

### صحابيات

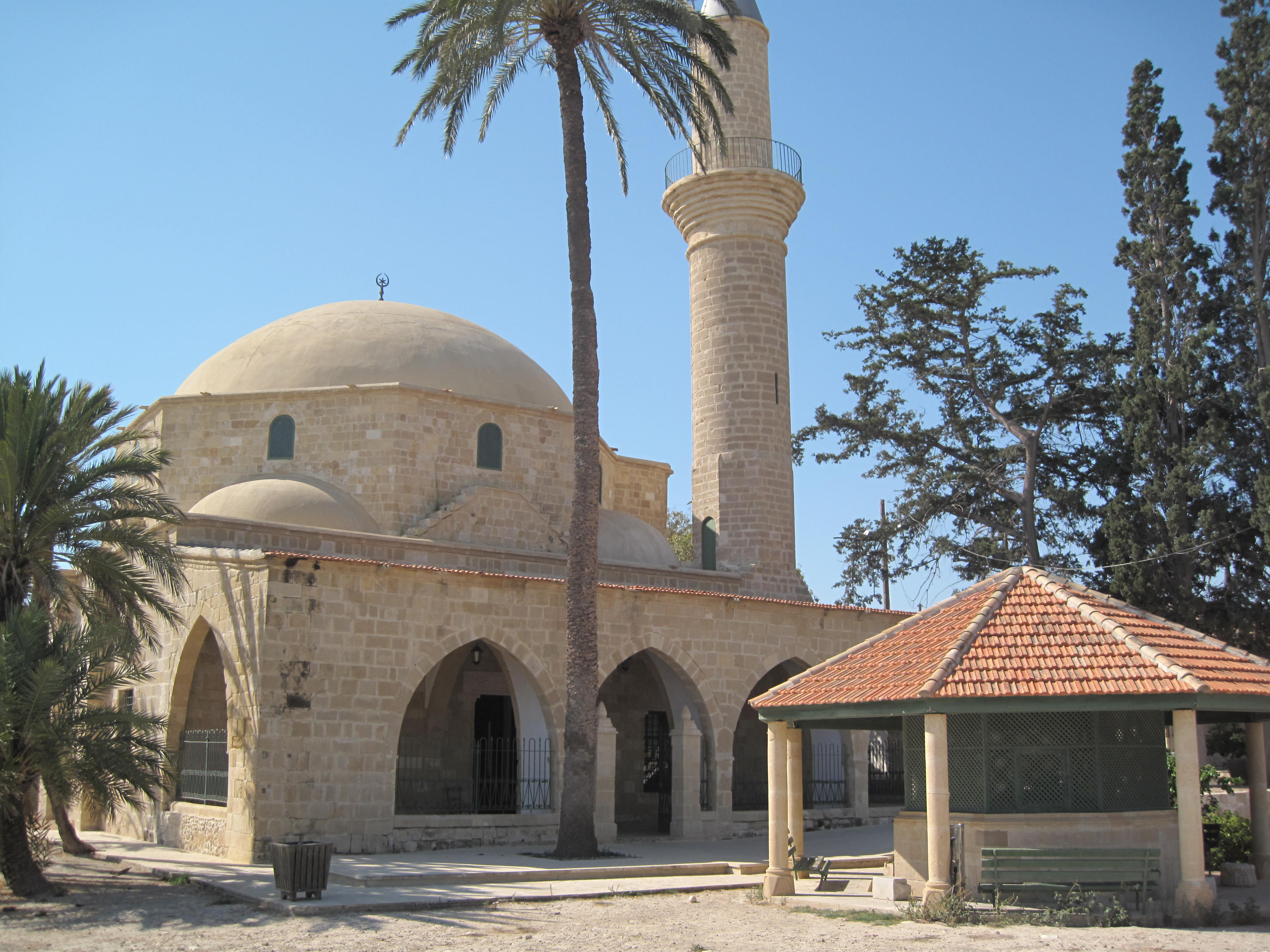
جامع أم حرام في قبرص، والذي يقال إن به ضريح أم حرام.

- الصعبة بنت جبل أخت معاذ (قبرها في بعلبك).
- أم الحكم بنت أبي سفيان (زارت لبنان بحراً إلى قبرص. أخت معاوية).
- أم حرام بنت ملحان الأنصارية (زوجة عبادة).
- حفصة بنت أمية بن حرب (ابنة عم معاوية زوجة سفيان فاتح طرابلس).
- فاختة بنت قرظة (زوجة معاوية، زارت لبنان بحراً إلى قبرص).
- فاطمة ابنة غشم (دُفنت في بعلبك).[50]

## العمارة

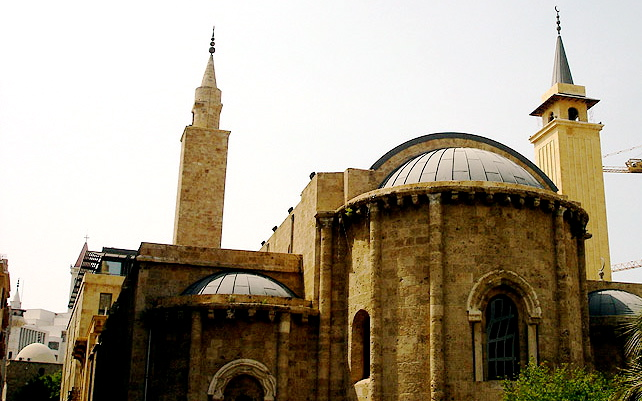
المسجد العمري الكبير في بيروت

- المسجد العمري الكبير، بُني في عهد عمر بن الخطاب ثاني الخلفاء الراشدين في 635م.[51][52]
- دير مار يوحنا مارون في كفر حي، بناه البطريرك يوحنا مارون في 676م، والذي نقل رفات رأس مارون إليه، جاعلاً الدير المقر الأول للبطريركية المارونية.[53]